# Лимани (Галицинівська сільська громада)
Лима́ни (в минулому — Кисляківка) — село в Україні, у Галицинівській сільській громаді Миколаївського району Миколаївської області. Населення становить 2154 особи.

## Історія
Сучасне село виникло 1956 року злиттям трьох сусідніх сіл: Юхимівки, Кисляківки та Свято-Троїцького.
Кисляківка лежала на найкоротшому чумацькому шляху, яким чумаки возили сіль з Прогноїв у Соляні. Згаданий шлях пролягав лівим берегом Бузького лиману, біля Кисляківки, Вітовки і на півострів (через територію майбутнього Миколаєва). За час існування Коша Нової Запорізької Січі (1734—1775 рр.) на південній її частині існував так званий Кисляківський курінь українського козацтва. Цей курінь був розташований на землях сучасного села Лимани. Власне від Кисляківського коша походить назва села Кисляківка. Саме на околиці цього села в липні 1709 року залишки шведських військ Карла XII та козаків гетьмана Івана Мазепи облаштували укріплений табір, рятуючись від російських військ під орудою князя Волконського.
Гетьманова балка та Гетьманів курган — лежать в межах села Лимани, на лівому березі Бузького лиману на південь від Руської коси. Назва походить від табору гетьмана Івана Мазепи. В 1709 році через село Вітовку пролягав останній шлях Івана Мазепи.
Вихідці з Кисляківського куреня ще в 1772 році спорудили в Кисляківці біля балки християнську церкву в ім'я Спаса, і саме село певний час носило назву Спаське. У 1782 році було збудовано кам'яну Преображенську церкву, оновлену в 1810 році.  На сільському цвинтарі села Лимани частково збереглися козацькі могили. Могилки над кожним похованням невеликі, подовженої форми. Приналежність згаданих могил до козацьких визначається наявністю кам'яних хрестів та могильних плит. Запорожці були талановитими майстрами з виготовлення кам'яних (з дрібнозернистого вапняку) хрестів з карбуванням, котрих налічується біля ста типів. Серед відомих майстрів з виготовлення кам'яних хрестів на Миколаївщині був Микита Косторіз, роботи якого перебувають в Лиманах.
Станом на 1886 у селі Кисляківка, центрі Кисляківської волості Херсонського повіту Херсонської губернії, мешкало 73 особи, налічувалось 19 дворових господарств, існували православна церква та земська станція. За 4½ версти — рибний завод, соляний завод, маяк. За 15 верст — рибний завод. За 26 верст — поштова станція. За 32 версти — постоялий двір.

## Населення
Згідно з переписом УРСР 1989 року чисельність наявного населення села становила 2116 осіб, з яких 1002 чоловіки та 1114 жінок.
За переписом населення України 2001 року в селі мешкали 2152 особи.

### Мова
Розподіл населення за рідною мовою за даними перепису 2001 року:
| Мова       | Відсоток |
| ---------- | -------- |
| українська | 87,33 %  |
| російська  | 11,88 %  |
| вірменська | 0,42 %   |
| польська   | 0,14 %   |
| грецька    | 0,09 %   |
| молдовська | 0,09 %   |

## Відомі особи
- 1881—82 роках у селі мешкав російський письменник Всеволод Гаршин (1855—1888). Його ім'я раніше носила одна з вулиць села.